# The Unseeable
Pour plus de détails, voir Fiche technique et Distribution.
The Unseeable (เปนชู้กับผี, Pen choo kab pee) est un film fantastique thaïlandais réalisé par Wisit Sasanatieng en 2006 sur un scénario de Kongkiat Khomsiri.

## Synopsis
En 1934, Nualjan, une jeune femme enceinte est à la recherche de Chob, son mari disparu. Elle est hébergée dans une grande propriété perdue dans la campagne près de Bangkok appartenant à l’énigmatique et très belle Runjuan. La propriété est gérée par une régisseuse autoritaire Somchit. Sur les lieux, Nualjan sympathise avec une autre résidente, Choy. Bientôt d’inquiétantes apparitions ont lieu dans le parc...

## Fiche technique
- Titre français : The Unseeable
- Titre original : เปนชู้กับผี (Pen choo kab pee)
- Réalisation : Wisit Sasanatieng (thaï วิศิษฏ์ ศาสนเที่ยง)
- Scénario : Kongkiat Khomsiri[3]
- Montage : Patamanadda Yukol
- Pays d'origine : Thaïlande
- Genre : Horreur, fantastique et romance
- Durée : 94 minutes
- Date de sortie : 2006
- Interdiction aux moins de 12 ans

## Distribution
- Siraphun Wattanajinda (Siraphan Wattanajinda) : Nualjan, la jeune femme enceinte (นวลจัน)
- Wisa Kongka (ou Visa /วิสาข์ คงคา ou  Sombatsara Teerasaroch) : Choy, l'accueillante domestique (ช้อย)
- Tassawan Seneewongse (ทัศน์วรรณ เสนีย์วงศ์ ณ อยุธยา) : Mademoiselle Somchit, l'austère et autoritaire gouvernante (สมจิต)[4]
- Supornthip Choungrangsee (สุพรทิพย์ ช่วงรังษี) : Madame Runjuan, la mystérieuse et délicate maîtresse de la maison (รัญจวน)
- ศรุต วิจิตรานนท์ : Chob, le mari disparu de Nualjan (คุณชอบ)
- เรียมคำ แสนอินทร์ : grand-mère oeup (ยายเอิบ)
- ชนม์นิภา บุญกุศล : apparition spectrale d'enfant (ผีเด็ก)

## Festivals et récompenses
- 2007 Bruxelles Festival international du film fantastique
- 2007 Festival international du film de Bangkok (Bangkok International Film Festival) (compétition ASEAN)
- 2007 Cinemanila International Film Festival
- 2007 Golden Horse Film Festival de Taipei, prix NETPAC[5]